# Руанда
Руанда е държава в Централна Африка. Тя граничи с Уганда, Бурунди, Демократична република Конго и Танзания. Местното население се състои от три етнически групи. Хуту, които съставляват мнозинството от населението, са земеделци от групата банту. Тутси са пастирски народ, заселил се в района през 15 век, който до 1959 е доминираща каста в страната. Туа са смятани за наследници на най-старите жители на региона.

## География
Страната има площ 26,4 хил. кв. км. Повърхността на Руанда представлява силно разчленено плато с надморска височина 1500 – 2000 м. В северозападните части са разположени вулканските планини Вирунга, с най-висок връх Карисимби – 4507 м. Главна река – Кагера (начало на река Нил), а на запад е езерото Киву. Растителността е саванна, в планините Вирунга – влажни, вечно зелени гори. Национални паркове – Кагера и Вирунга.

## История
- ХV в. – образуване на феодално кралство Руанда;
- 1898 г. – кралят признава властта на германски президент и страната е включена в състава на Германска Източна Африка под името Руанда-Урунди;
- 1916 г. – Руанда е окупирана от белгийска войска;
- 1920 г. – Белгия получава мандат за управление на Руанда-Урунди;
- 1 юли 1962 г. – провъзгласена за независима република;
- 1973 г. – военен преврат и забрана на политическата дейност;
- 1978 г. – приета първа конституция и проведени президентски избори;
- 1990 г. - начало на гражданска война
- 6 април 1994 г. – убит е президентът, начало на геноцид над Тутсите от страна на племето Хуту;
- 1997 г. – примирие.

## Държавно устройство
Република, начело с президент. Законодателната власт принадлежи на президента и Национално събрание.

## Административно деление
Руанда е разделена на пет провинции (интара), като всяка от провинциите се поделя на райони (акарере). Общият брой на районите е 30.
Провинциите са:
- Северна
- Източна
- Южна
- Западна
- Кигали

Преди 1 януари 2006 Руанда се състои от 12 провинции, но по-късно биват премахнати напълно. След тази дата са създадени нови, като част от програмата за децентрализация и преустройство на страната.

## Природа
С площ от 26,338 км² (10,169 мили²), Руанда е 148 по големина страна в света. Нейната площ е сравнима с тази на Хаити, с американския щат Мериленд и малко по-голяма от тази на Уелс. Страната е разположена в Централна и Източна Африка и граничи с Демократична Република Конго на запад; Уганда на север; Танзания на изток; Бурунди на юг. Тя е разположена няколко градуса на юг от екватора и е без излаз на море. Столицата ѝ Кигали се намира в централната ѝ част.
Главния вододел между отточните области на Конго и Нил минава от север на юг през Руанда. Около 80% от площта на страната се оттича в Нил и 20% в Конго, през река Рузизи и езерото Танганика. Най-дългата река в страната е Няваронго, която извира от югозападната част на страната, тече на север, изток и югоизток преди да се слее с Рурубу, за да формира Кагера; Кагера след това протича на север по протежение на източната граница с Танзания. Няваронго-Кагера се влива в езерото Виктория, и извора му в националния парк Ниангве е претендент за извор на Нил.

## Икономика
Руанда е почти изцяло селска страна, като близо 90% от населението се занимава със земеделие и живее извън градовете. Тя е най-гъсто населената африканска държава. Руанда е бедна на природни ресурси, по-голямо наличие има на злато, калаена руда, волфрамит и метан. Страната има хидроенергиен потенциал и плодородни почви. Развиващ се отрасъл е туризмът. Земеделието е с ниска производителност заради хаотичната разпределителна система, липсата на закони за собствеността върху земите и геноцидът от 1994. Въпреки това икономиката на Руанда се възражда в положителна насока и с насоченост към развитие на високи технологии. През 2007 страната успява да се справи с недостига на енергия, завършвайки най-голямата слънчева електроцентрала в Африка с мощност 250 киловата. Предприета е кампания за обширна модернизация на образованието, като набелязаната цел е всички училища в Руанда да имат достъп до Интернет до 2020 година. Над 400 училища са снабдени с близо 4000 компютъра, а 2000 учители са обучени да боравят с тях.
БВП се оценява на 8,44 млрд. щ.д. за 2007; на глава от населението той е 900 щ.д. Земеделието генерира 36,9% от БВП, индустрията – 21,7%, а услугите – 41,4%. Под прага на бедността живеят 60% от населението. Основни търговски парньори са Германия, Кения, Уганда, Китай, Белгия и САЩ.

## Други
- Комуникации в Руанда
- Транспорт в Руанда
- Армия на Руанда
- Външна политика на Руанда